# 佐賀大学
佐賀大学（さがだいがく、英語: Saga University）は、佐賀県佐賀市本庄町1番地に本部を置く日本の国立大学。1920年創立、1949年大学設置。大学の略称は佐大および佐賀大。

## 概観

### 大学全体
現在の佐賀大学は、2003年に旧・佐賀大学と佐賀医科大学が統合してできた国立大学である。

### 学風および特色
2005年度に文部科学省が示す授業料標準額が値上げされた際にも同省の方針に従わず、学部および大学院の授業料を据え置いた。特に学部授業料を据え置いたのは、全国の国公立大学で佐賀大学のみであった。

## 沿革

### 略歴
佐賀大学は、1920年（大正9年）設立の旧制佐賀高等学校、1943年（昭和18年）設立の佐賀師範学校、1944年（昭和19年）設立の佐賀青年師範学校を包括して1949年（昭和24年）5月に設置された。また、佐賀医科大学は1976年（昭和51年）に設置された。

### 年表
- 1920年（大正9年）- 佐賀高等学校（旧制）が設立。
- 1943年（昭和18年）- 佐賀師範学校が設立。
- 1944年（昭和19年）- 佐賀青年師範学校設立。
- 1949年（昭和24年）- 佐賀高等学校と佐賀師範学校、佐賀青年師範学校を包括して新制佐賀大学が設立。旧制佐高を母体とする文理学部と、佐師・佐青師を母体にする教育学部の2学部を設置。
- 1953年（昭和28年）- 教育学部に高校美術教員を養成する「特別教科（美術・工芸）教員養成課程」を設置。
- 1955年（昭和30年）- 文理学部の農学科を昇格させて農学部を設置。3学部体制となる。
- 1966年（昭和41年）- 文理学部を改組して経済学部、理工学部、教養部を設置。4学部体制となる。
- 1968年（昭和43年）3月24日 - 入学試験会場で試験を妨害する学生らのデモ、発煙筒を使用した放火が行われる[1]。
- 1970年（昭和45年）- 大学院農学研究科を設置。
- 1972年（昭和47年）- 文理学部を廃止。
- 1974年（昭和49年）- 佐賀大学内に「国立医学教育機関創設準備室」を設置。
- 1975年（昭和50年）- 大学院工学研究科を設置。
- 1976年（昭和51年）
  - 「国立医学教育機関創設準備室」を「佐賀大学佐賀医科大学創設準備室」に改称。
  - 佐賀医科大学が設立。
- 1983年（昭和58年）- 大学院工学研究科を大学院理工学研究科に改称。
- 1984年（昭和59年）- 大学院医学研究科を設置。
- 1988年（昭和63年）- 鹿児島大学大学院連合農学研究科に参加。
- 1991年（平成3年）- 大学院理工学研究科を改組し、大学院工学系研究科設置。
- 1992年（平成4年）- 大学院経済学研究科を設置。
- 1993年（平成5年）- 大学院教育学研究科を設置。
- 1996年（平成8年）- 教養部と教育学部を改組し、文化教育学部を設置。「学校教育」（教員養成）と「国際文化」「人間環境」「美術・工芸」の非教員養成（教員養成系の学部内に置かれる「ゼロ免課程」とは異なる）の3つの新課程からなる。なお、旧制高校・新制文理学部と師範学校の両方にルーツを有する学部としては全国唯一であった。
- 1997年（平成9年）- 大学院医学研究科を大学院医学系研究科に改称。
- 2003年（平成15年）- 佐賀医科大学と統合、同医科大を母体に医学部を設置。5学部体制となる。
- 2004年（平成16年）- 国立大学法人法の規定により国立大学法人化。
- 2009年（平成21年）- 佐賀医大との統合後初の医学部出身者として佛淵孝夫が第2代学長に就任。
- 2013年（平成25年）- 佐賀大学美術館開館。
- 2015年（平成27年）- 統合後の第3代学長に宮﨑耕治が就任。
- 2016年（平成28年）
  - 「その差が佐賀大学」を掲げ、他大学との差別化を図り、文化教育学部を改組。教育学部と芸術地域デザイン学部を設置。（これにより人文系の専門教育組織が消滅し、旧制高校以来の「文科」の歴史が断絶することになった。文化教育学部の人文系教員の多くは全学教育機構に配置換えとなった。[2][3]）。
  - 文化教育学部のいわゆる新課程（国際文化、人間環境、美術・工芸の3課程）の募集を停止し、学校教員養成に特化し、学部名を「教育学部」に変更[4]。
  - 文化教育学部から美術・工芸課程を分離し、佐賀県立有田窯業大学校を統合し[5]、芸術デザイン学部に芸術表現コースと地域デザインコースを設置[6]。
  - 大学院教育学研究科及び経済学研究科の募集を停止し、学校教育学研究科（教職大学院）と地域デザイン研究科を設置。

## 基礎データ

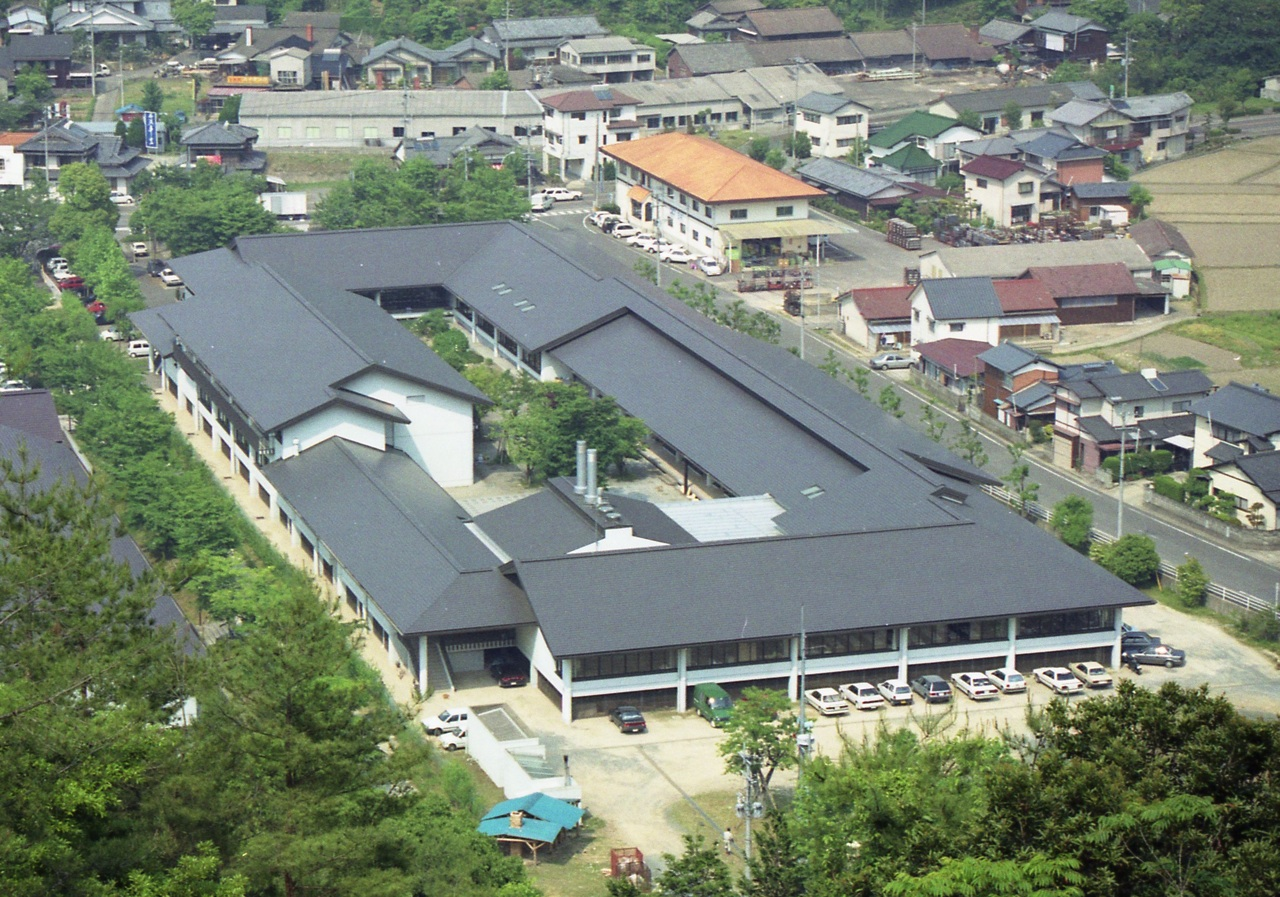
有田キャンパス（窯業大学校時代の2008年撮影）

### 所在地
- 本庄キャンパス（佐賀県佐賀市本庄町大字本庄1番地）
- 鍋島キャンパス（佐賀県佐賀市鍋島5丁目1番1号）
- 有田キャンパス（佐賀県西松浦郡有田町大野乙2441-1）

## 教育および研究

### 組織

#### 学部
- 教育学部[4]（2016年度設置）
  - 学校教育課程
    - 幼小連携教育コース
      - 幼小発達教育専攻
      - 特別支援教育専攻

    - 小中連携教育コース
      - 初等教育主免専攻
      - 中等教育主免専攻

- 芸術地域デザイン学部[6]（2016年度設置）
  - 芸術地域デザイン学科
    - 芸術表現コース
      - 美術・工芸分野
      - 有田セラミック分野

    - 地域デザインコース
      - 地域コンテンツデザイン分野
      - キュレーション分野
      - フィールドデザイン分野

- 文化教育学部（募集停止）
  - 学校教育課程
    - 教育学選修
    - 教育心理学選修
    - 障害児教育選修
    - 教科教育選修
    - 理科選修
    - 数学選修
    - 音楽選修

  - 国際文化課程
    - 日本・アジア文化選修
    - 欧米文化選修

  - 人間環境課程
    - 生活・環境・技術選修
      - 地域・生活文化分野
      - 環境・技術分野

    - 健康福祉・スポーツ選修
      - 健康福祉分野
      - スポーツ分野

  - 美術・工芸課程
    - 美術・工芸選修

- 経済学部
  - 経済学科
  - 経営学科
  - 経済法学科

- 医学部
  - 医学科
  - 看護学科

- 理工学部
  - 理工学科
    - 数理サイエンスコース
    - 知能情報システムコース
    - 情報ネットワーク工学コース
    - 生命化学コース
    - 応用化学コース
    - 物理学コース
    - 機械エネルギー工学コース
    - メカニカルデザインコース
    - 電気エネルギー工学コース
    - 電子デバイス工学コース
    - 都市基盤工学コース
    - 建築環境デザインコース

- 農学部
  - 応用生物科学科
    - 生物資源開発学講座（植物生理学、 植物発生生理学、遺伝学、植物育種学、植物分子遺伝学、植物工学、蔬菜園芸学、鑑賞園芸学、果樹園芸学、熱帯有用植物学、熱帯作物改良学、熱帯農業論、動物遺伝育種学、動物繁殖生理学、動物資源開発学、他）
    - 生物資源制御学講座（植物病理学、植物病原学、応用動物昆虫学、線虫学、昆虫学、システム生態学、動物行動生態学、生物統計学、他）

  - 生物環境科学科
    - 生物環境保全学講座（現代環境学、環境化学、地球環境学、気象水文学、水環境学、干潟環境学、地盤環境学、土壌環境科学、環境水理学、環境浄化生物学、環境汚染化学、環境基礎解析学、実験生物環境保全学、実験水気圏環境学など）
    - 資源循環生産学講座（環境保全型農業論、食物作用学、栽培技術論、栽培環境制御学、動物生産管理学、バイオマス利用学、エネルギー利用学、生産情報工学、生産システム設計論、資源循環フィールド科学など）
    - 地域社会開発学講座（農業ビジネス開発論、食糧流通経済学、環境社会学、環境地理学、環境衛生学、生態人類学、アジア環境政策学、国際地域開発論、国際農村保健学、NPO・NGO論、農業政策論など）

  - 生命機能科学科
    - 生命化学講座（生化学、機能高分子化学、応用微生物学の３分野）
    - 食糧科学講座（生物資源利用学、食品化学、食糧安全学、食品栄養化学、活性天然物学の5分野）

#### 研究科
- 学校教育学研究科（教職大学院）（2016年設置）
  - 教育実践探究専攻
    - 授業実践探究コース
    - 子ども支援探究コース
    - 教育経営探究コース
- 地域デザイン研究科（修士課程）（2016年設置）
  - 地域デザイン専攻
    - 芸術デザインコース
    - 地域マネジメントコース
- 教育学研究科（修士課程）（募集停止）
  - 学校教育専攻
  - 教科教育専攻
- 経済学研究科（修士課程）（募集停止）
  - 金融・経済政策専攻
  - 企業経営専攻

- 医学系研究科
  - 看護学専攻（修士課程）
  - 医科学専攻（修士課程）
  - 機能形態系専攻（博士課程）
  - 生態制御系専攻（博士課程）
  - 生態系専攻（博士課程）
- 工学系研究科
  - 機能物質化学専攻（博士前期課程）
  - 物理科学専攻（博士前期課程）
  - 機械システム工学専攻（博士前期課程）
  - 電気電子工学専攻（博士前期課程）
  - エネルギー物質科学専攻（上記4専攻対象の博士後期課程）
  - 知能情報システム学専攻（博士前期課程）
  - 数理科学専攻（博士前期課程）
  - 都市工学専攻（博士前期課程）
  - 循環物質工学専攻（博士前期課程）
  - システム生産科学専攻（上記4専攻対象の博士後期課程）
  - 生体機能システム制御工学専攻（一貫制博士課程）
- 農学研究科（修士課程）
  - 生物生産学専攻
  - 応用生物学専攻
- 鹿児島大学大学院連合農学研究科（博士課程）
  - 生物生産科学専攻
  - 応用生命科学専攻
  - 農水圏資源環境科学専攻

#### 附属機関

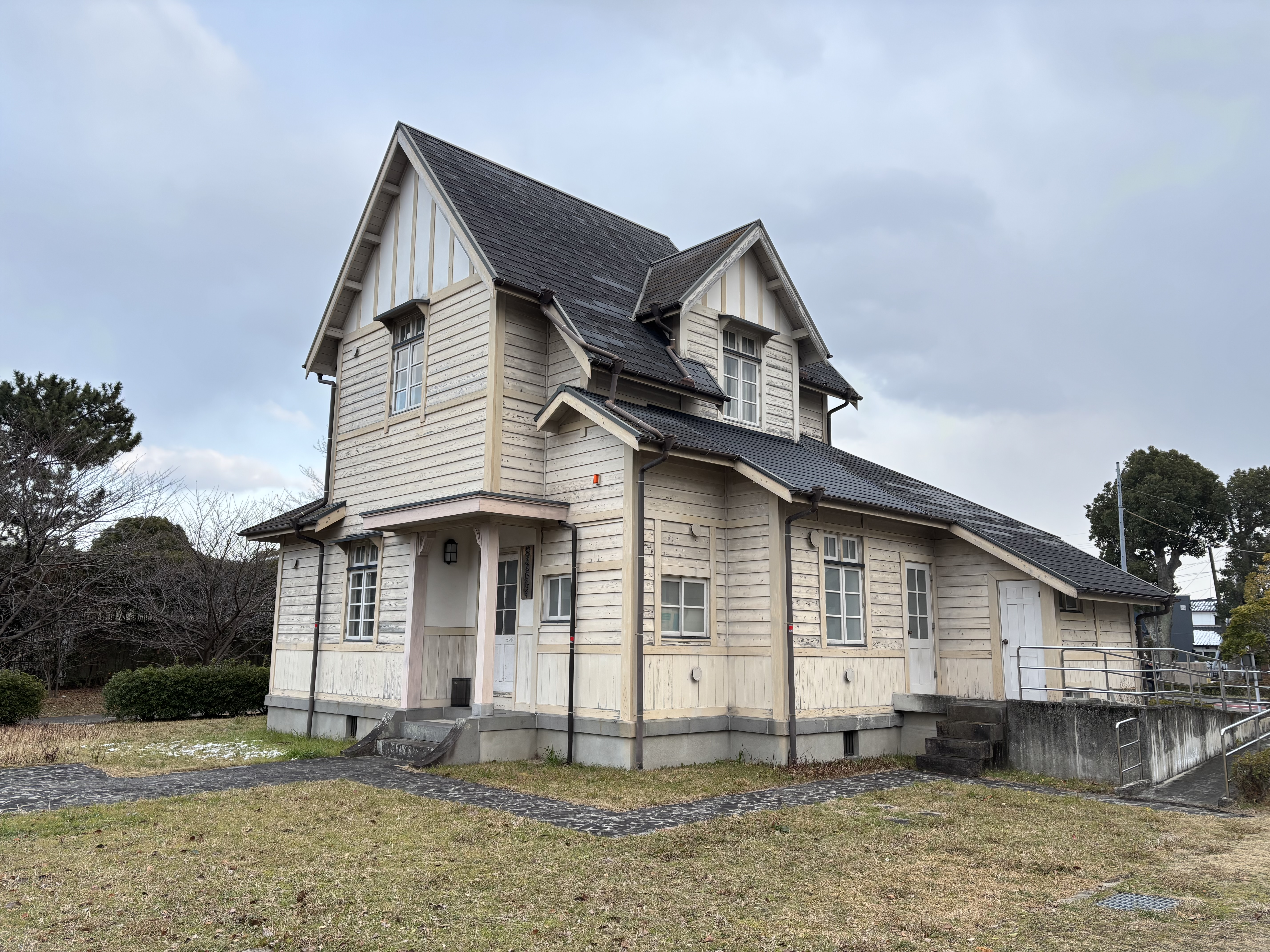
菊楠シュライバー館

本庄キャンパス、鍋島キャンパス以外に所在する附属施設のみ住所を記す。
- 附属施設
  - 芸術地域デザイン部附属
    - 肥前セラミック研究センター（有田キャンパス内。有田焼の伝統を生かした磁器・セラミックスの研究）[7]

  - 文化教育学部附属
    - 教育実践総合センター

  - 農学部附属
    - アグリ創生教育研究センター（旧：資源循環フィールド科学教育研究センター）（佐賀市久保泉町）

  - 医学部附属
    - 病院
    - 実験実習機器センター
    - 地域医療科学教育研究センター
    - 先端医学研究推進支援センター
      - 寄附講座
      - 非常災害医療学
      - 地域医療支援学
      - 重粒子線がん治療学
      - 肝疾患医療支援学 ⇒佐賀大学医学部 肝疾患医療支援学講座
- 全国共同利用施設
  - 海洋エネルギー研究センター
    - 伊万里サテライト（実験施設、伊万里市山代町）
    - 久米島サテライト（実験施設、沖縄県久米島）

- 学内共同教育研究施設
  - 科学技術共同開発センター
  - 総合分析実験センター
    - 本庄地区
    - 鍋島地区

  - 総合情報基盤センター
    - メインセンター
    - 医学サブセンター

  - 低平地研究センター
  - 高等教育開発センター
  - シンクロトロン光応用研究センター
  - 海浜台地生物環境研究センター（唐津市松南町）
  - 国際交流推進センター
  - ベンチャー・ビジネス・ラボラトリー
  - 有明海総合研究プロジェクト
  - 地域学歴史文化研究センター
- 産学官連携推進機構
  - 科学技術共同開発部門
  - 知的財産部門
  - 技術移転部門(TLO)
- 学内共同利用施設
  - 附属図書館
    - 本館
    - 医学分館

  - 保健管理センター
    - 本庄地区
    - 鍋島分室

  - 佐賀大学美術館
- 機構
  - 全学教育機構

### 研究

#### 21世紀COEプログラム
「海洋エネルギーの先導的利用科学技術の構築」（2002年度採択 学際・複合・新領域）

### 教育
- 現代的教育ニーズ取組支援プログラム
  - 「ITを活用した実践的遠隔教育（e-Learning）」（2004年度採択）
- 特色ある大学教育支援プログラム
  - 市民参画「佐賀環境フォーラム」プロジェクト（2003年度採択）
- 地域医療等社会的ニーズに対応した医療人教育支援プログラム
  - へき地を含む地域医療を担う医療人養成（2005年度採択）

## 学生生活
入学式・卒業式は佐賀市文化会館で行われる。

### 部活動・クラブ活動・サークル活動
サークル活動は本庄キャンパス・鍋島キャンパス合わせておよそ100の体育系・文化系団体が活動している。

#### 体育系
- 準硬式野球部 - 九州六大学連盟（準硬式）所属
- アメリカンフットボール部 - 九州学生アメリカンフットボール連盟1部
- サッカー部 - 天皇杯に佐賀県代表として7回出場[8]。
- アイスホッケー部 - 九州学生アイスホッケーリーグ1部
- 熱気球部 - 2016年国際航空連盟栄誉賞（FAIグループ・ディプロマ・オブ・オナー）受賞[9]。

など

#### 文化系
- 管弦楽団
- 混声合唱団
- 漫画研究会
- アニメーション研究会
- フォークソング研究会
- ハワイアンミュージック研究会
- ボイ撮り
- クラシックギターハーモニー
- 軽音楽

など

### 学園祭
佐賀大学では学園祭はキャンパスごと別に行われており、本庄キャンパスでは年1回の「葉隠祭」が、鍋島キャンパスでは「むつごろう祭」が開催されている。

## 大学関係者と組織

### 大学関係者組織
佐賀大学の同窓会は全学部（統合した佐賀医科大学を含む）を対象とした「佐賀大学同窓会」のほか、各学部ごとに設置されている。
- 有朋会（教育学部・文化教育学部）
- 楠葉同窓会（文理学部・経済学部）
- 菱実会（理工学部）
- 佐賀大学・佐賀大学医学部同窓会
- 農学部同窓会

## 他大学との協定
国内大学との協定
- 放送大学 - 放送大学学園と単位互換協定を結んでおり、放送大学で取得した単位を卒業に要する単位として認定することができる。[11]
- 大学eラーニング協議会

国際・学術交流等協定校
- アンダーソン大学（アメリカ・インディアナ州）
- カリフォルニア大学デイビス校（アメリカ・カリフォルニア州）
- パシフィック大学（アメリカ・カリフォルニア州）
- マニトバ大学（カナダ・マニトバ州）
- 国民大学校（韓国・ソウル特別市）
- 全南大学校（韓国・光州広域市）
- 安東大学校（韓国・慶尚北道・安東市）
- 釜山大学校（韓国・釜山広域市）
- 木浦大学校（韓国・全羅南道・木浦市）
- 釜慶大学校（韓国・釜山広域市）
- 済州大学校（韓国・済州特別自治道）
- 韓国技術教育大学（韓国）
- 光州女子大学校（韓国・光州広域市）
- 培材大学校（韓国・大田広域市）
- 牧園大学校（韓国・大田広域市）
- 大邱大学校（韓国・大邱広域市）
- 北京工業大学（中国・北京市）
- 首都師範大学（中国・北京市）
- 中国農業大学（中国・北京市）
- 華東師範大学（中国・上海市）
- 華東理工大学（中国・上海市）
- 西南政法大学（中国・重慶市）
- ハルビン工業大学（中国・黒竜江省）
- 遼寧師範大学（中国・遼寧省）
- 浙江理工大学（中国・浙江省）
- 浙江科技学院（中国・浙江省・杭州市）
- 台北大学（台湾・台北市）
- 政治大学（台湾・台北市）
- 中興大学（台湾・台中市）
- 国立東華大学（台湾・花蓮県・花蓮市）
- 元培科技大学（台湾・新竹市）
- 輔仁大学（台湾・新北市・新荘区）
- ハノイ農業大学（ベトナム）
- ノンラム大学（ベトナム）
- ハノイ国家大学外国語大学（ベトナム）
- ハサヌディン大学（インドネシア）
- ガジャマダ大学（インドネシア）
- サム・ラツランギ大学（インドネシア）
- リアウ・イスラム大学（インドネシア）
- スリビジャヤ大学（インドネシア）
- プノンペン王立法経大学（カンボジア）
- 王立農業大学（カンボジア）
- モンクット王工科大学ラートクラバン校（タイ王国）
- カセサート大学（タイ王国）
- コンケン大学（タイ王国）
- チエンマイ大学（タイ王国）
- アジア工科大学（タイ王国）
- コハート科学技術大学（パキスタン）
- ペシャワール大学（パキスタン）
- ペラデニヤ大学（スリランカ）
- バングラデシュ工科大学（バングラデシュ）
- ラジャヒ大学（バングラデシュ）
- バングラデシュ農科大学（バングラデシュ）
- グラスゴー大学（イギリス）
- ブルゴーニュ大学（フランス）
- オルレアン大学（フランス）
- ルブリン工科大学（ポーランド）
- アレクサンドル・ヨアン・クザ大学（ルーマニア）
- ラ・トローブ大学（オーストラリア・ビクトリア州）

部局間学術交流等協定校
- 文化教育学部
  - リッチモンド大学（アメリカ・バージニア州）
  - デンバー大学人文学部（アメリカ・コロラド州）
  - 釜慶大学校人文社会科学大学（韓国・釜山広域市）
  - 江南大学校第3カレッジ（韓国・京畿道・龍仁市）
  - 華東師範大学教育技術学院（中国・上海市）
  - 浙江大学城市学院（中国・浙江省・杭州市）
  - グラスゴー大学（イギリス）
  - NEMO国際共同研究グループ（フランス）

- 経済学部
  - 中国社会科学院世界経済政治研究所（中国・北京市）

- 医学部
  - ハワイ大学医学部（アメリカ・ハワイ州）
  - 南昌大学医学院（中国・江西省）
  - 大連医科大学（中国・遼寧省・大連市）
  - 第四軍医大学（中国・陝西省）

- 理工学部 
  - 延世大学（韓国・ソウル特別市）
  - 慶北大学校師範大学数学教育科（韓国・大邱広域市）
  - 大邱カトリック大学校 自然科学大学（韓国・大邱広域市）
  - 大邱カトリック大学校 工科大学（韓国・大邱広域市）
  - 高神大学校自然科学大学（韓国・釜山広域市）
  - 清華大学理学院（中国・北京市）
  - 浙江大学建築工程学院（中国・浙江省・杭州市）
  - 西北大学化学学部（中国・陝西省）
  - 武漢大学電気工程学院（中国・湖北省・武漢市）
  - カセサート大学工学部（タイ王国）
  - チュラロンコン大学理学部（タイ王国）
  - スラバヤ工科大学（インドネシア）
  - グラスゴー大学（イギリス）
  - ベルファースト・クイーンズ大学（イギリス）
  - イースト・アングリア大学工学部（イギリス）
  - コンコルディア大学工学情報科学部（カナダ）
  - ドレスデン工科大学化学部門（ドイツ）
  - トリブーバン大学理工学部（ネパール）
  - モラツワ大学（スリランカ）
  - プラハ化学技術大学（チェコ）
  - コメニウス大学自然科学部（スロバキア）
  - コメニウス大学数学物理学部（スロバキア）
  - ルブリン工科大学衛生土木工学部（ポーランド）
  - ジャフジャラル大学応用科学技術学部（バングラデシュ）
  - クルナ工科大学（バングラデシュ）

- 工学系研究科
  - 中国科学院長春応用化学研究所（中国・長春市）

- 農学部
  - カリフォルニア大学デイビス校農業・環境科学部（アメリカ・カリフォルニア州）
  - セント・メアリーズ大学科学部（カナダ）
  - 済州大学校農科大学（韓国・済州特別自治道・済州市）
  - 全南大学校農科大学（韓国・光州広域市）
  - 牧園大学校テクノ科学大学（韓国・大田広域市）
  - 木浦大学校食品産業技術研究センター（韓国・全羅南道・木浦市）
  - モンクット王工科大学トンブリー校生命資源技術大学（タイ王国）
  - コンケン大学農学部（タイ王国）
  - カセサート大学農学部（タイ王国）
  - カセサート大学農工学部（タイ王国）
  - カセサート大学理学部（タイ王国）
  - カセサート大学工学部（タイ王国）
  - チュラーロンコーン大学理学部（タイ王国）
  - プトラマレーシア大学農学部（マレーシア）
  - マレーシア科学大学生物科学部（マレーシア）
  - ガジャ・マダ大学農学部（インドネシア）

- 農学研究科
  - ロンドン大学インペリアル・カレッジ（イギリス）

- 海浜台地生物生産研究センター
  - マレーシア科学大学生物科学部（マレーシア）

- 海洋エネルギー研究センター
  - 国立釜慶大学校新環境先端 エネルギー機械研究センター（韓国・釜山広域市）

- 産学官連携推進機構
  - 上海交通大学高度技術企業化室（中国・上海市）

- シンクロトン光応用研究センター
  - 上海交通大学複合材料研究所（中国・上海市）
  - 浦項工科大学校浦項加速器研究所（韓国・慶尚北道・浦項市）

- 低平地研究センター
  - ソウル国立大学海洋研究研究所（韓国・ソウル特別市）
  - シドニー大学地盤工学研究センター（オーストラリア・ニューサウスウェールズ州）
  - 上海交通大学土木工学科（中国・上海市）
  - 同済大学土木工程学院地盤工学科（中国・上海市）

- ベンチャー・ビジネス・ラボラトリー
  - 中国科学院上海技術物理研究所（中国・上海市）
  - 上海交通大学複合材料研究所（中国・上海市）

- 留学生センター
  - 文藻外語学院日本語学科（台湾・高雄市）

## 社会との関わり

### 「地域と連帯する大学」
佐賀大学では所在している佐賀県との関係を重視しており、大学が定めている「佐賀大学が掲げる4つの目標」の一つにも「地域と連帯する大学」という方針が定められている。こうした目標を具体化する方策の一つとして佐賀大学では地域貢献特別支援事業費を得ているほか、佐賀県と各種協定を締結している。

#### 地域貢献特別支援事業費
国立大学の地域貢献に係る助成として、文部科学省より2002年および2003年に佐賀大学地域貢献連絡協議会（事業提案母体）に対して地域貢献特別支援事業費の採択がなされている。同事業費を元に佐賀大学は地域貢献事業として以下の事業を実施している
- 2002年度（一部掲載）
  - 市民による中心市街地再生のための大学の総合力の活用
  - ITを活用した未来型教育環境システムの開発
  - ユニキッズクラブ創設による大学開放
- 2003年・2004年度（継続含む）
  - 市民による中心市街地再生のための大学の総合力の活用
  - 相知町蕨野集落における棚田の保全活動支援プロジェクト
  - むらとまちを結ぶ地域資源循環ネットワーク支援事業「はちがめエココミねっと」
  - ITを利用した未来型教育環境システムの開発
  - 地域をつなぐユニキッズクラブ
  - バリアフリー生活用具支援ものづくり大学プロジェクト
  - 佐賀県21世紀県民の森を核とした野外体験型環境教育のプログラム開発とその実践
  - ネットワーク・フットワーク推進プロジェクト―地域貢献コーディネーターの設置―

#### 佐賀県との協定

##### 高大連携事業に関する協定
佐賀大学と佐賀県教育委員会の間で「高大連携事業に関する協定」を締結している。高校生に大学での高度な教育や研究に触れる機会や学部選択に関する情報を与え、個々の能力や適性の伸長を図るとともに、大学に対する理解を深めさせ、大学教育のより一層の充実を図ることを目的としている。
 事業の内容の例として以下のものがある。
- 大学による高校生向け公開授業
- 大学による高等学校への講義配信（遠隔授業）、出張授業
- 大学によるオープンキャンパス（大学説明会）の実施
- 大学と県教委による高等学校進路指導と入学者選抜の改善についての協議

##### 「アジアのハリウッド構想」に関する相互協力協定
佐賀県が推進している「アジアのハリウッド構想」とは、映画やアニメ、ゲームなどの分野のデジタル産業文化を育成する構想である。佐賀大学と佐賀県との間で「アジアのハリウッド構想に関する相互協力協定」を締結している。デジタルコンテンツの産業化を目指した環境整備に関する協定である。協定書において、以下の3点について協力するとしている。
- 人材育成など産業化の推進に関する事項（技術・知識の集積、人材の育成）
- 障害者のIT能力向上に関する事項
- コンテンツ文化の定着に関する事項（民学官協働など）

### 経済団体などとの協定
- 佐賀県工業連合会[12]

### 海洋温度差発電
佐賀大学では1973年（昭和48年）から後に学長も務めた上原春男（2005年（平成17年）定年退官）が中心となって海洋温度差発電 (OTEC) の研究を手がけてきた。研究により独自のシステムを開発、「ウエハラサイクル」と名付けた。このシステムは、日本の国有特許として日本国内、米国及び欧州に出願し特許取得した。
1997年にはインドにおける海洋温度差発電の共同開発と実証について、佐賀大学はインド国立海洋技術研究所との協力協定を締結し、実際にこのシステムを使った大規模な発電が始められている。さらに、2001年に佐賀大学は太平洋島嶼国であるパラオ共和国との間で学術研究交流協定を締結した。パラオ共和国は2015年までにはディーゼル発電を終了し海洋温度差発電に転換することを予定している。

## 附属学校
- 佐賀大学教育学部附属幼稚園
- 佐賀大学教育学部附属小学校
- 佐賀大学教育学部附属中学校
- 佐賀大学教育学部附属特別支援学校